# Attentat du 14 mai 2021 à Kaboul
L'attentat du 14 mai 2021 à Kaboul est un attentat à la bombe perpétré contre une mosquée du district de Shakardara (en) à Kaboul pendant la prière du joumou'a, le 14 mai 2021. 
12 fidèles de la mosquée (dont l'imam Mohammad Nouman Fadli, un soufi connu pour son opposition à Daech) ont été tués dans l'explosion et une quinzaine d'autres ont été blessés,. 
Le 15 mai 2021, Daech revendique l'attentat par le biais d'un communiqué sur Telegram.  

## Responsabilité
Par le biais de leur porte-parole Zabihullah Mujahid, les taliban s'empressent de condamner l'attaque et de nier toute responsabilité dans cette dernière, accusant plutôt le gouvernement Ghani d'être derrière elle.
Le lendemain de l'attentat, Daech le revendique dans les termes suivant : « Avec la grâce d'Allah Tout-Puissant, les soldats du Califat ont posé un engin explosif pour les soufis polythéistes du district (Shakardara) de la ville (Kaboul) hier, et lorsque les apostats s'y sont rassemblés les moudjahidine ont fait sauter les explosifs contre eux, ce qui a entraîné la destruction d'un des imams de la mécréance qui a incité à combattre les moudjahidine, l'apostat (Mohammad Nouman Fadli), tuant également 10 de ses adeptes et blessant environ 40 soufis polythéistes, et à Allah appartient la louange et le succès ».